# Ivo Russev
Ivo Russev (búlgar: Иво Русев)  (valor desconegut, 14 de juny de 1962) és un remer búlgar, ja retirat, que va competir durant la dècada de 1980.
El 1980 va prendre part en els Jocs Olímpics d'Estiu de Moscou, on va guanyar la medalla de bronze en la competició del quàdruple scull del programa de rem. Formà equip amb Mintxo Nikolov, Liubomir Petrov i Bogdan Dobrev. Durant la seva carrera esportiva va participar en diverses edicions del Campionat del Món de rem.